# Badijanovke
Badijanovke (lat. Illiciaceae), nekadašnja biljna porodica koju je 1947. godine opisao Albert Charles Smith. Jedini rod je zvjezdasti anis ili badijan (Illicium), danas ukljkučen u porodicu šisandrovki.